# Amphicoma emeia
Amphicoma emeia är en skalbaggsart som beskrevs av Nikodym 2005. Amphicoma emeia ingår i släktet Amphicoma och familjen Glaphyridae. Inga underarter finns listade i Catalogue of Life.